# Réserve naturelle nationale de la haute vallée du Vénéon
La réserve naturelle nationale de la haute vallée du Vénéon (RNN13) est une réserve naturelle nationale située dans le département de l'Isère, dans la vallée du Vénéon. Couvrant une surface de 61 hectares, la réserve naturelle a été créée en 1974 pour servir de zone tampon au Parc national des Écrins. 

## Localisation

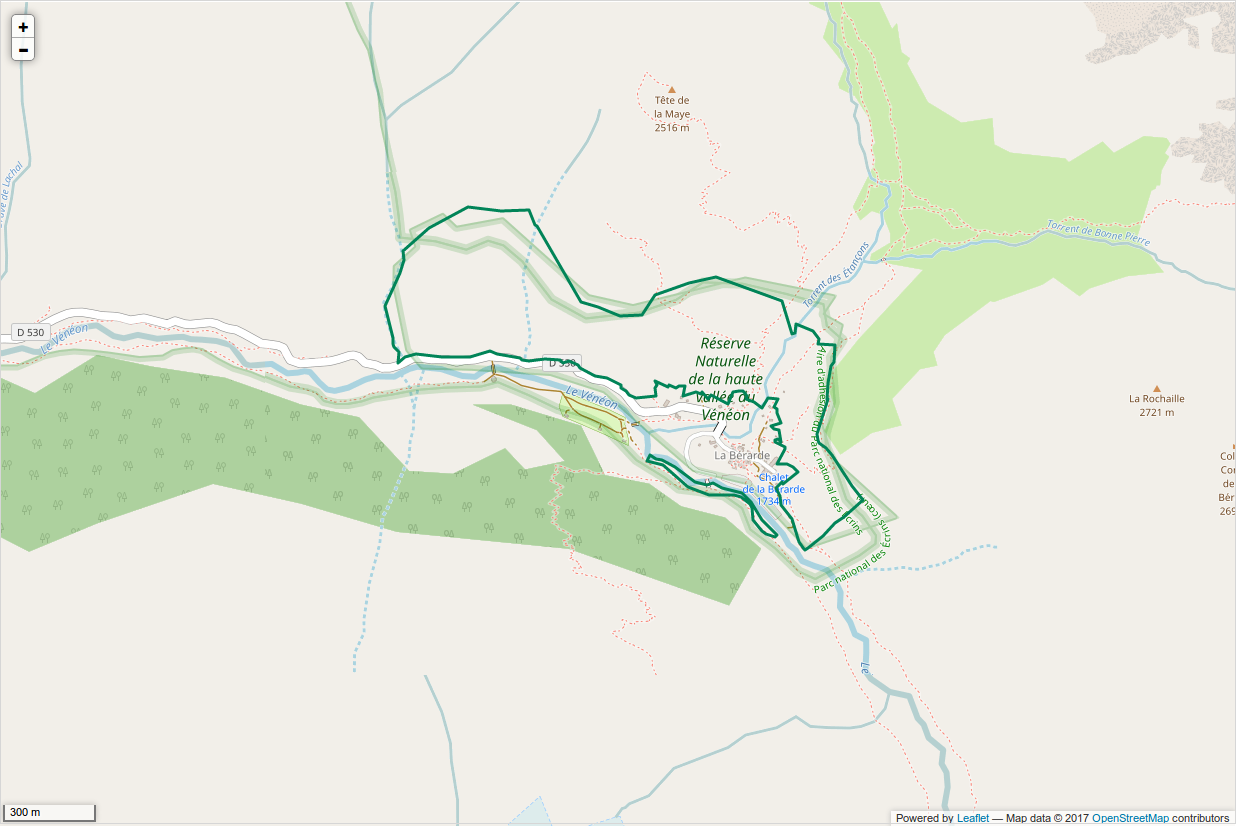
Périmètre de la réserve naturelle.

Le territoire de la réserve naturelle est situé en Auvergne-Rhône-Alpes, dans le département de l'Isère, sur la commune de Saint-Christophe-en-Oisans, dans la vallée du Vénéon. Dominé par la Tête de la Maye, au confluent du Vénéon et du torrent des Étançons, il est accolé à l'ouest au parc national des Écrins au-dessus du hameau de la Bérarde. Il est constitué principalement de versants exposés au sud (adret).

## Histoire du site et de la réserve

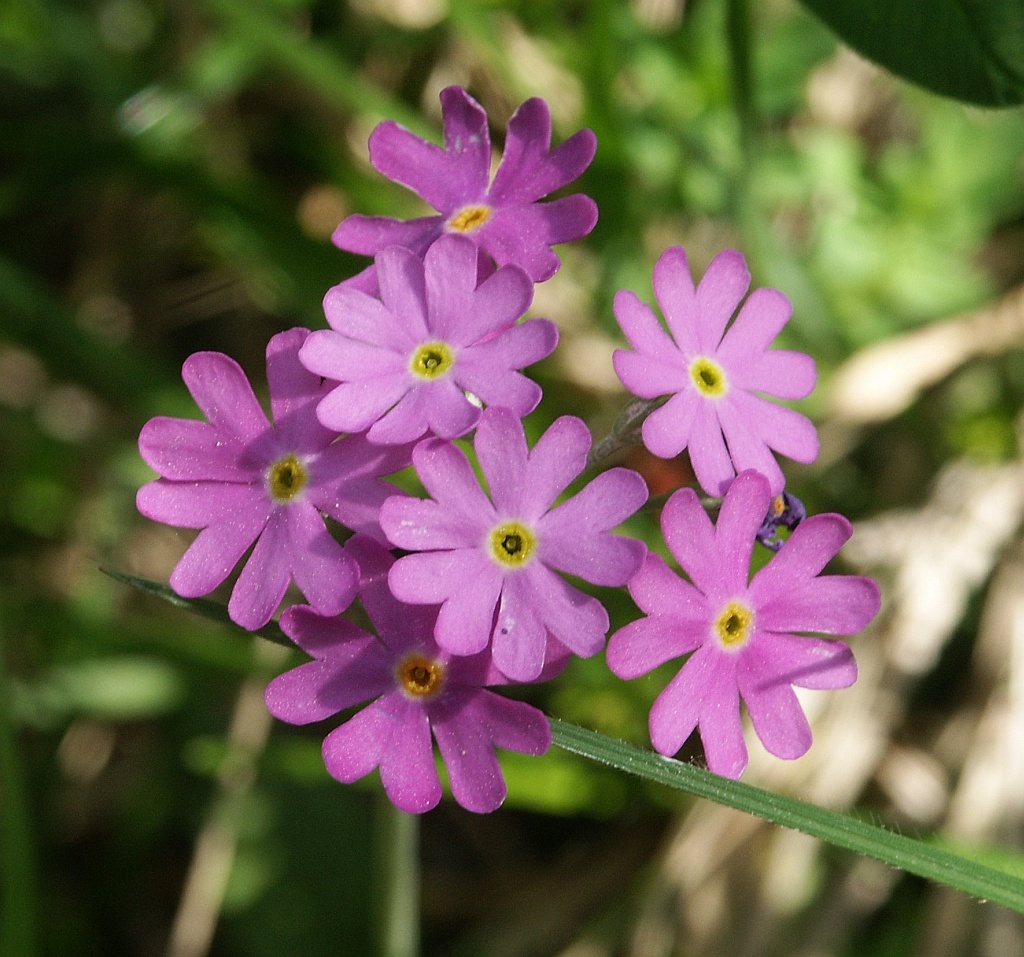
Primevère farineuse

La réserve naturelle de la haute vallée du Vénéon fut mise en place en 1974 en même temps que celles des hautes vallées du Béranger, de la Séveraisse et de Saint-Pierre pour servir de zone tampon au Parc national des Écrins.

## Écologie (biodiversité, intérêt écopaysager…)

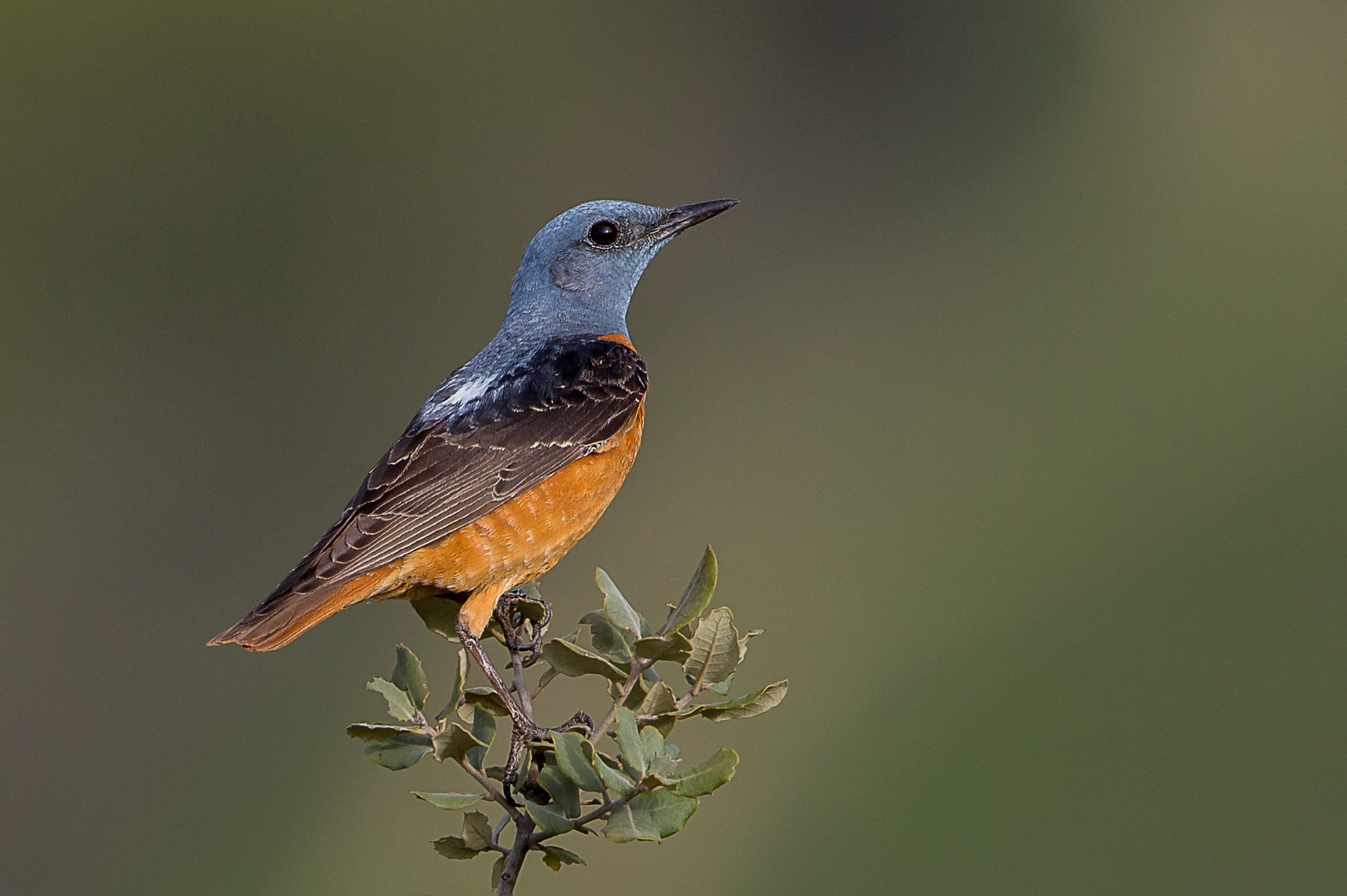
Merle de roche

Le site de 61 hectares se compose de rochers, d'éboulis et de moraines autour du hameau de la Bérarde.

### Flore
La flore compte 50 espèces dont la Clématite des Alpes, la Primevère hérissée et la Primevère farineuse.

### Faune
Les mammifères fréquentant la réserve comptent le Chamois, le Bouquetin, le Lièvre variable et la Marmotte. L'avifaune compte 50 espèces dont parmi les nicheuses, le Merle de roche, le Tétras lyre et le Martinet à ventre blanc.

## Intérêt touristique et pédagogique
Des sentiers de randonnée pédestre traversent la réserve naturelle.

## Administration, plan de gestion, règlement
La réserve naturelle est gérée par le Parc national des Écrins.

### Outils et statut juridique
La réserve naturelle a été créée par un décret du 15 mai 1974 puis reclassée par un décret du 21 juin 2011.
Un arrêté préfectoral (no 2012-165.0019) complète le décret en instituant un périmètre de protection.